# 653
653 (DCLIII) var ett normalår som började en tisdag i den julianska kalendern.

## Händelser

### Juni
- 17 juni – Påve Martin I fängslas och avsätts av den bysantinske kejsaren samt förs till denne i Konstantinopel.

## Födda
- Childerik II, frankisk kung av Austrasien 662–675 samt av Neustrien och Burgund 673–675 (född omkring detta år eller 655)

## Avlidna
- Abbas ibn Abd al-Muttalib, profeten Muhammeds farbror (troligen död detta år)
- Chen Shuozhen, kinesisk kejsarinna och upprorsledare.